# 1 Niemiecko-Holenderski Korpus Armijny

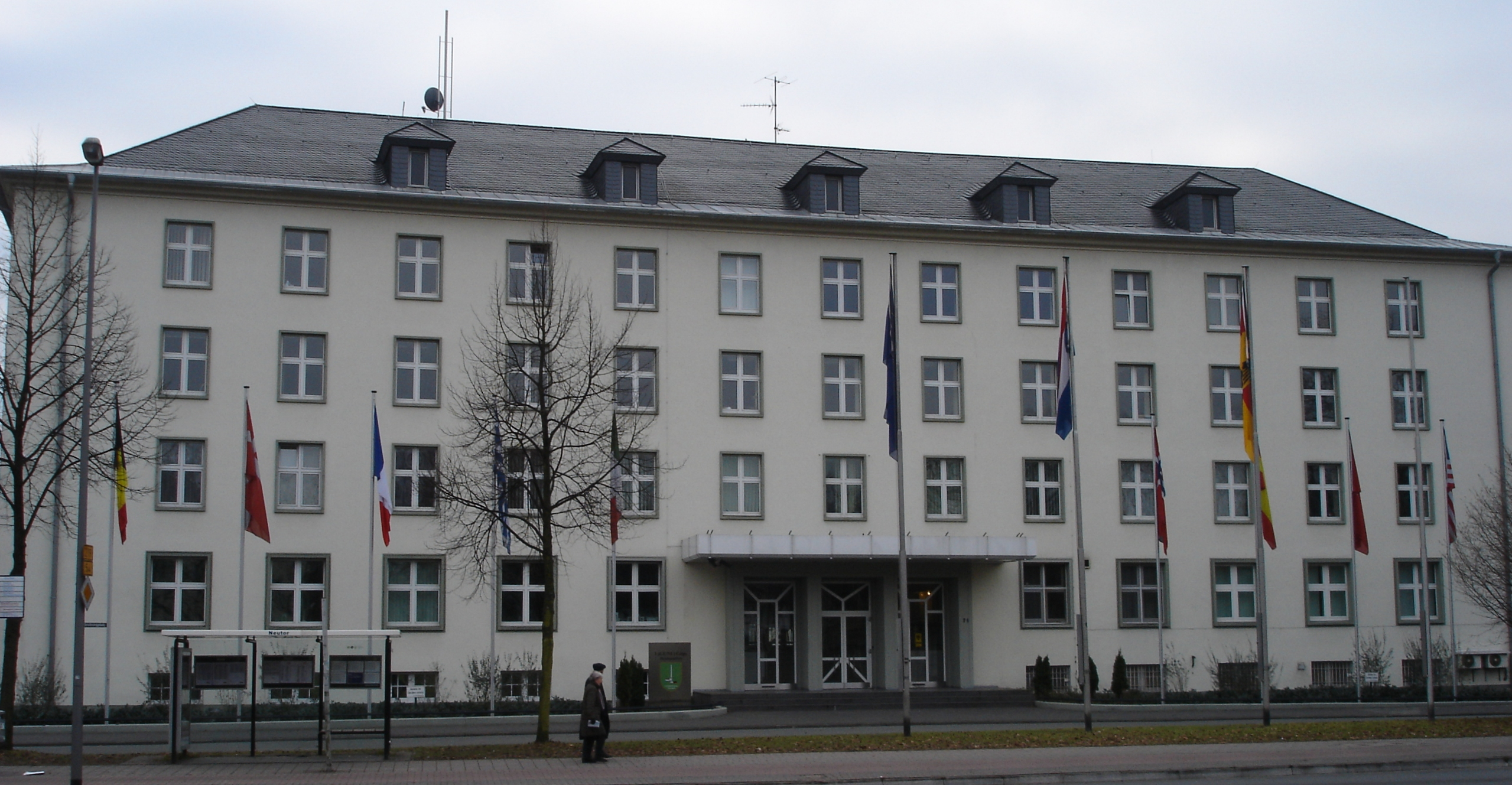
Kwatera Koprusu

1 Niemiecko-Holenderski Korpus Armijny (ang. I. German/Netherlands Corps)  – wyższy związek taktyczny Paktu Północnoatlantyckiego.

## Formowanie i zmiany organizacyjne
Formowanie korpusu było wynikiem porozumienia podpisanego 22 kwietnia 1994 w Hadze przez ministrów obrony Republiki Federalnej Niemiec – V. Rühe i Holandii – Relusa
Beecka. Jesienią  przystąpiono do tworzenia infrastruktury i założeń operacyjno-taktycznych korpusu. Proces formowania rozpoczęto od połączenia sztabów dwóch korpusów 
narodowych. Liczy około 134 oficerów i pracowników cywilnych sztab nowego korpusu umieszczono w Münster, a językiem służbowym był angielski. Języki niemiecki i niderlandzki były  językami oficjalnymi, używanymi w zawieranych porozumieniach.

30 sierpnia 1995  Korpus osiągnął gotowość operacyjną, a w 2002 spełnił kryteria pełnej zdolności operacyjnej NATO i uzyskał certyfikat do działania jako dowództwo sił wysokiej gotowości. Od 2002 dowództwo wielonarodowego korpusu opiera się na protokole ustaleń między 12 państwami NATO. Po zakończeniu ćwiczeń „Cannon Cloud” na poligonie Baumholder w listopadzie 2002 r. korpus stał się „Dowództwem Sił Lądowych Wysokiej Gotowości” (HRF(L) HQ). W okresie od lutego do sierpnia 2003 korpus stał się  kwaterą główną ISAF w Afganistanie (HQ ISAF-3).
Dowódcą Korpusu jest od marca 2022 holenderski gen. broni Nico Tak, jego zastępcą jest niemiecki gen. dyw. Andreas Hannemann.

## Struktura organizacyjna
1999
- dowództwo korpusu
- niemiecka 1 Dywizja Pancerna
- holenderska 1 Dywizja Zmechanizowana – Schaarsbergen

ponadto na „czas pokoju”:
- niemiecka 6 Dywizja Zmechanizowana – Kilonia
- niemiecka  7 Dywizja Pancerna – Düsseldorf
- holenderska 11 Brygada Powietrznomanewrowa

## Dowódcy korpusu
| Stopień, imię i nazwisko        | Narodowość | Czasokres |
| ------------------------------- | ---------- | --------- |
| gen. ltn. Ruurd Reitsma         | Holender   | 1995–1997 |
| gen. ltn. Karsten Oltmanns      | Niemiec    | 1997–2000 |
| gen. ltn. Marcel Urlings        | Holender   | 2000–2002 |
| gen. ltn. Norbert van Heyst     | Niemiec    | 2002–2005 |
| gen. ltn. Tony van Diepenbrugge | Holender   | 2005–2008 |
| gen. ltn. Volker Wieker         | Niemiec    | 2008–2010 |
| gen. ltn. Ton van Loon          | Holender   | 2010–2013 |
| gen. ltn. Volker Halbauer       | Niemiec    | 2013–2016 |
| gen. ltn. Michiel van der Laan  | Holender   | 2016–2019 |
| gen. ltn. Alfons Mais           | Niemiec    | 2019–2020 |
| gen. ltn. Andreas Marlow        | Niemiec    | 2020–2022 |
| gen. ltn. Nico Tak              | Holender   | 2022–     |